# Hrabstwo Jones (Missisipi)
Hrabstwo Jones (ang. Jones County) – hrabstwo w stanie Missisipi w Stanach Zjednoczonych. Obszar całkowity hrabstwa obejmuje powierzchnię 699,73 mil² (1812,29 km²). Według szacunków United States Census Bureau w roku 2009 miało 67 776 mieszkańców.
Hrabstwo powstało w 1826 roku.

## Miejscowości
- Ellisville
- Laurel
- Sandersville
- Soso[4]

| Populacja hrabstwa w poprzednich latach | Populacja hrabstwa w poprzednich latach |
| Rok                                     | Liczba ludności                         |
| --------------------------------------- | --------------------------------------- |
| 1980                                    | 61 781                                  |
| 1990                                    | 62 031                                  |
| 2000                                    | 64 958                                  |
| 2005                                    | 66 160                                  |